# Каин (телесериал)
Каин (фр. Caïn, в российском вещании «Каин. Исключение из правил») — французский полицейский сериал, рассказывающий о приключениях капитана уголовного розыска полиции Марселя, у которого отказали ноги после страшного ДТП. Инвалидность не мешает Фредерику Каину оставаться талантливым сыщиком и раскрывать запутанные дела. Главный герой необычен для жанра полицейских сериалов. Телесериал транслируется с 5 октября 2012 года на канале France 2. Переводом первых двух сезонов телесериала для вещания на территории России и СНГ занималась компания «Игмар».

## Сюжет
Переживший страшную аварию Фредерик Каин лишился возможности ходить, но после выписки из больницы решил восстановиться в полиции Марселя, где ранее служил в звании капитана. Начальник по имени Жак Моретти назначил Каину испытательный срок и предоставил напарницу по имени Люси Деламбр. Между ними будут напряжённые отношения, но затем полицейские сработаются и раскроют множество запутанных преступлений.
Также среди ключевых персонажей представлена доктор Элизабет Стуния (судмедэксперт) и молодой полицейский Борель. У Фредерика Каина есть сын по имени Бен и бывшая жена Гайэль, которая решила развестись с ним после аварии.

## В главных ролях
- Брюно Дебрант (сезоны 1—6), Жюльен Баумгартнер (сезоны 7—8): Фредерик Каин
- Жюли Деларме: Люси Деламбр
- Фридерик Пеллегей: Жак Моретти
- Анна Суарез: Гайэль
- Смади Вольфман: Доктор Элизабет Стуния
- Дэви Санна: Бен Каин